# Аспарухово (парк)
Парк „Аспарухово“ е градски парк в кв. „Аспарухово“, Варна. Разположен е южно от „канал 2“ (който свързва Варненското езеро с Черно море), между плаж „Аспарухово“ и бул. „1-ви май“ (по който има автобусни спирки на градския транспорт, денонощен магазин и хипермаркет на „Лидл“).

## История
На 8 октомври 1934 г. в кабинета на кмета на Варна – Станчо Савов, по идея на Карел Шкорпил (директор на Варненския археологически музей), е взето решение пустинната местност при Аспаруховия вал да се превърне в парк, върху вала да се вдигне паметник на Аспаруховия войн и бюст-паметник на хан Аспарух. Създаден е организационен комитет. Идейната скица на новия парк е изготвена от създателя на Морска градина – Антон Новак и от инж. Любин Димов. Голяма роля за осъществяването на идеята има и енергичният командир на Осми пехотен приморски полк – Петър Димков. В началото на 1935 г. започва оформянето на входа на парка с изграждането на специален портал, а на стотина метра от него, още в самото начало на вала, е поставен върху специален пиедестал бюстовият паметник на хан Аспарух. Той е изработен от варненския скулптор Кирил Георгиев. Същата година в средата на вала е издигната голяма скулптурна фигура на Аспарухов воин. Той е в пълно бойно снаряжение, обърнат към морето. Скулптурата е сътворена също от варненски автор – Кирил Шиваров. До пиедестала е поставена колона от Аспаруховата епоха, намерена при разкопки от братята Шкорпил през 1914 г. Паркът е открит официално на 3 август 1935 г.
През 2016 г. община Варна откупува от държавата терени на рибарско пристанище „Варна“, с цел да разшири парк „Аспарухово“. Трите парцела преди това са били собственост на предприятието „Рибни ресурси“. За сделката общината плаща 900 000 лева, които остават в дружеството за погасяването на негови стари задължения.

## Събития
През пролетта и лятото в парка се провеждат редица културни и музикални събития.